# Leon Sowa
Leon Sowa, ps. „Jaś” (ur. 11 listopada 1904 we wsi  Borów gm. Opatówek, zm. 13 sierpnia 1942 w  KL Auschwitz) – nauczyciel, członek AK, komendant I rejonu AK obwodu Tomaszów Mazowiecki.

## Życiorys

### Przed wojną
Naukę rozpoczął w r. 1912 w szkole rosyjskiej w  Opatówku.  Po rocznej przerwie w latach 1914–1915, spowodowanej wybuchem  I wojny światowej,  kontynuował naukę w szkole ludowej w Borowie do roku 1919, kiedy to wstąpił do 2-letniej preparandy nauczycielskiej w Opatówku. Po jej ukończeniu przez 4 lata kontynuował naukę w seminarium nauczycielskim w  Liskowie, pow.  kaliski. Po przeniesieniu tegoż seminarium do  Słupcy w 1926 r., na 5 rok nauki udał się do seminarium nauczycielskiego w  Tomaszowie Mazowieckim, które ukończył w r. 1927, uzyskując maturę i prawo nauczania w publicznych szkołach powszechnych (PSP). 
Przez rok pozostawał bez pracy z uwagi na brak wolnych stanowisk w okolicznych szkołach. W r. 1928 został zatrudniony jako nauczyciel w PSP w Będkowie. W r. 1933 złożył egzamin nauczycielski, a 1 sierpnia 1935 awansował na stanowisko kierownika PSP II stopnia w pobliskiej  Olszowie. W r. 1930 ożenił się z Kazimierą Bączewską, nauczycielką szkoły w Będkowie, z którą miał dwóch synów Jerzego ur. 1931 i Janusza ur. 1934. Żona pracowała razem z nim jako nauczycielka w szkole w Olszowie. W okresie 1935–1939 dał się poznać jako ceniony i lubiany nauczyciel. Oprócz zajęć w klasie, uczył dzieci rzeczy praktycznych m.in. pszczelarstwa. 
Po wybuchu wojny początkowo zajmował się naprawami budynku szkolnego, w tym zachodniego szczytu szkoły zniszczonego przez pocisk artyleryjski, w trakcie  obrony 6 września 1939 r. pobliskich stanowisk 43 pp.. 

### W konspiracji
W październiku 1939 r.,  wraz z siedmioma innymi młodymi ludźmi założył tajną organizację. Byli to: bracia Walerian,  Adolf  i Edward Bączewscy (szwagrowie Leona - pochodzący z okolic Krosna i zamieszkali w Tomaszowie przy ul. Rolanda 15), Zbysław Gorzelak, Tadeusz Górnicki, Henryk Nowak (ps. „Szelągowski”) i Stanisław Rychter. Początkowo organizacja miała luźną strukturę i nie posiadała nazwy. 
Z chwilą utworzenia w marcu 1940 r. tomaszowskiego obwodu ZWZ członkowie organizacji, w tym Sowa wraz z żoną, znaleźli się w jego strukturach.  Od 1 stycznia 1941 r. uporządkowano strukturę obwodu tomaszowskiego dzieląc go na 8 rejonów. Ppor. Leon Sowa ps. „Jaś” został komendantem obwodu nr I Olszowa o kryptonimie „Żagiew”. Jego żona weszła w skład komendy rejonu ZWZ (od 15 lutego 1942 r. Armii Krajowej).
Szkoła w Olszowie stanowiła centrum działalności I rejonu. Często przebywał tam brat Kazimiery Sowowej  Walerian Albin Bączewski ps. „Konrad” i „Waler”, od lutego 1941 kierownik sekcji wywiadu ZWZ obwodu tomaszowskiego na Spałę, później oficer łącznikowy (ps. „Wichrowski”) w Komendzie Głównej AK.
W maju 1942 Gestapo wpadło na trop i aresztowało trzech funkcjonariuszy granatowej policji w Będkowie, tajnych członków wywiadu AK. W wyniku śledztwa ustalono personalia wielu innych członków AK, a w następstwie dokonano  szeregu aresztowań. W dzień Bożego Ciała 4 czerwca 1942 r. został aresztowany Leon Sowa. Sowa miał w obejściu przygotowane dwie skrytki, w których się ukrywał,  jedną w stodole drugą w mieszkaniu. Rano wyszedł ze skrytki w stodole i nie podejrzewając niebezpieczeństwa  w dzień świąteczny, umył się i przebrał. Później jednak ukrył się w skrytce w mieszkaniu. Niedługo po tym do budynku wpadło Gestapo i rozpoczęło przeszukiwanie. Słysząc krzyki bitej żony Sowa wyszedł z ukrycia i został aresztowany wraz z nią. 
Przesłuchiwany i bity na komendzie Gestapo przy ul. Zapiecek w Tomaszowie Maz. został zesłany do KL Auschwitz (numer obozowy 44667), gdzie zginął zamordowany 13 sierpnia 1942 r.
Jego żona Kazimiera (ur. 9 sierpnia 1905 r. w Krośnie, zm. 2 kwietnia 1989 r. w Warszawie) została zesłana do KL Ravensbrück (nr obozowy 12121) transportem z 21 czerwca 1942 r. Udało się jej przeżyć i powróciła do szkoły w Olszowie, którą przez pewien czas kierowała, by następnie objąć stanowisko zastępcy kierownika szkoły podstawowej nr 13 w Tomaszowie Mazowieckim.

## Upamiętnienie
Jego nazwisko, obok czterech innych, jest wymienione na pomniku pamięci nauczycieli gminy Ujazd – ofiar II WŚ, przed szkołą podstawową im. Obrońców Westerplatte w Ujeździe.